# 1678
Cette page concerne l'année 1678  du calendrier grégorien.
L'année 1678 est une année commune qui commence un samedi.

## Événements

### Afrique
- 29 août, Afrique de l'Ouest : la Compagnie néerlandaise des Indes occidentales est chassée de l'île d'Arguin par le Français Ducasse[1].
- La capitale du Congo, San Salvador, est dévastée et abandonnée[2].

### Amérique
- 11 mai : désastre des îles d’Aves, au Venezuela[3]. Dix-sept navires et 500 marins français dirigés par Jean D’Estrées sont perdus.
- 12 mai : le roi Louis XIV permet à René Robert Cavelier de La Salle d'explorer la partie occidentale de la Nouvelle-France[4]. Celui-ci a l'espérance de compléter l'exploration des terres découvertes par Louis Jolliet.
- 10 juin : raid du corsaire Michel de Grandmont contre les territoires espagnols du Venezuela. Il met à sac Maracaibo (14 juin)[5] puis Trujillo (31 août[6]) et La Guaira en 1680.
- 10 août : la France obtient Tobago au traité de Nimègue[5].
- 1er septembre, Canada : Du Lhut, secondé par son frère La Tourette, part de Montréal pour engager des opérations commerciales sur le lac Nipigon et à l’embouchure de la rivière Kaministikwia[7].

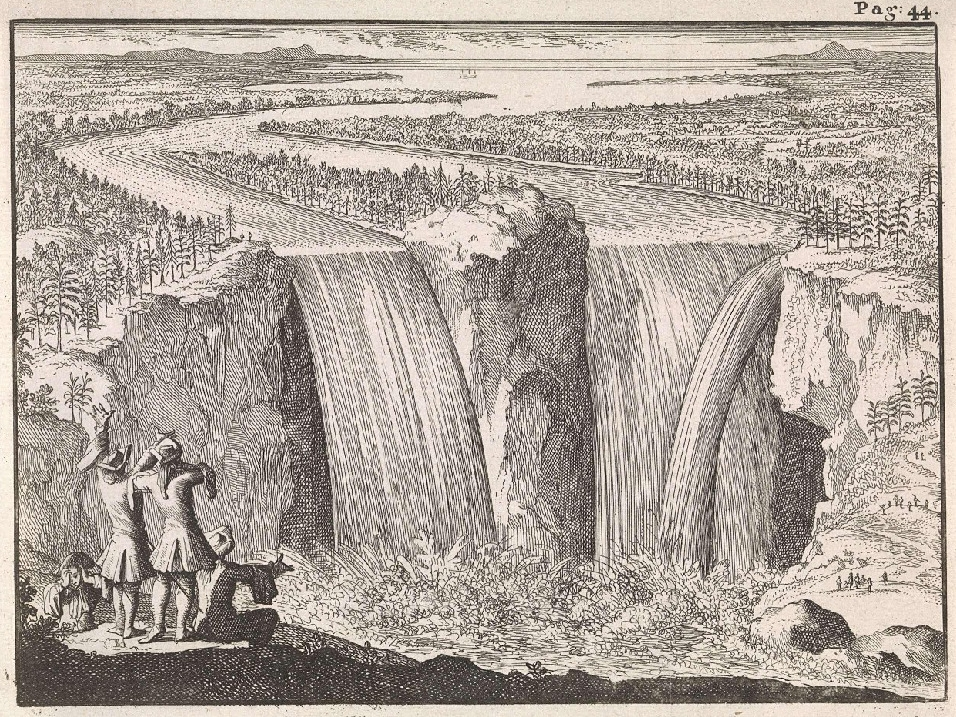
8 décembre : Louis Hennepin devant les chutes du Niagara. Extrait de " Nouvelle découverte d'un très grand pays situé dans l'Amérique entre le Nouveau-Mexique et la mer glaciale" Livre de Louis Hennepin publié en 1697

- 8 décembre : l'explorateur français Louis Hennepin découvre les chutes du Niagara[8].

### Asie
- Janvier, Java (Indonésie) : Rijcklof van Goens devient gouverneur général de la Compagnie néerlandaise des Indes orientales (fin en 1681)[9].
- 23 mars, Chine : Wu Sangui se proclame empereur des Zhou dans le Hunan, avec Hengyang pour capitale[10].
- 2 octobre : mort du rebelle chinois Wu Sangui au Hunan ; la révolte des trois feudataires se termine avec la mort de son petit-fils le 7 décembre 1681[10].
- 18 décembre : mort du raja de Marwar Jaswant Singh (Jodhpur)[11]. L'empereur Moghol Aurangzeb en profite pour annexer le Marwar.
- A Java, le royaume de Mataram cède Semarang et la région de Preanger, dans l’ouest de Java, à la Compagnie néerlandaise des Indes orientales[12]. Il transfère sa capitale à Kartasura.
- Le khan de Dzoungarie Galdan installe en Kachgarie la théocratie musulmane des Khodja (1678-1680)[13].

### Europe
- 10 janvier : traité de La Haye entre les Provinces-Unies et L’Angleterre[14].
- 18 janvier : victoire des Suédois sur les Danois à la bataille de Warksow.
- Février : Luxembourg, Namur, Charlemont, Ypres sont investies  pour masquer l’offensive française sur Gand[15].
- 11 mars prise de Gand par les Français[15].
- 25 mars : prise d'Ypres par les Français[15].
- 8 avril : Louis XIV abandonne les insurgés de Messine pour obtenir de meilleures conditions à Nimègue[16]. Ils sont contraints par milliers à l’exil.
- 13 avril : Bossuet fait mettre au pilon l’Histoire critique du Vieux Testament de Richard Simon.

- 26 juillet : nouveau traité entre les Provinces-Unies et L’Angleterre[14].
- 28 juillet : Charles IV de Lorraine prend Kehl et passe le Rhin à Altenheim[15].

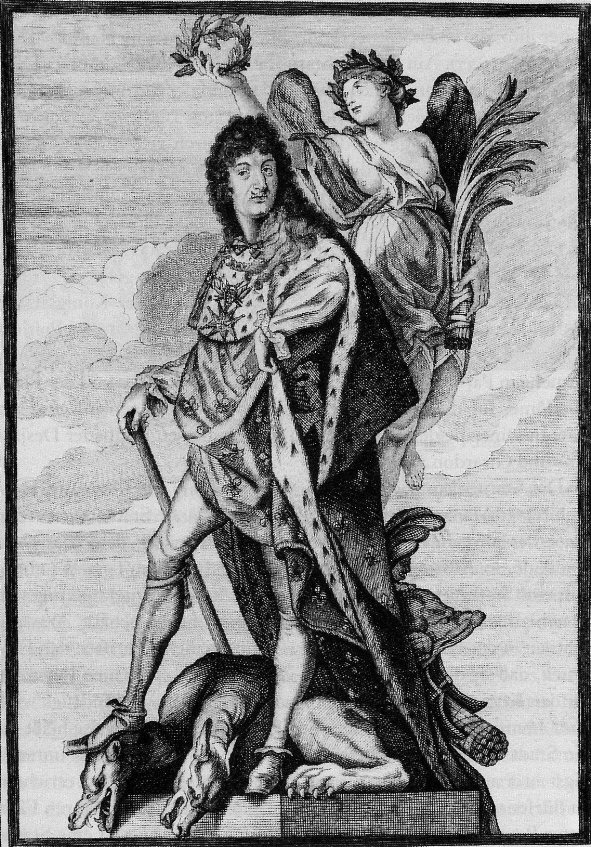
Traité de Nimègue. Statue de Louis XIV de Martin Desjardins érigée Place des Victoires à Paris pour commémorer l'événement

- 10 août-17 septembre : traité de Nimègue entre la France et les Provinces-Unies (10 août), la France et l’Espagne (17 septembre) mettant fin à la guerre de Hollande. L’Espagne doit céder la Franche-Comté et échanger les enclaves du nord contre 12 villes dont Saint-Omer, Cambrai, Valenciennes et Maubeuge qui ferment les voies d’invasions de la France par le nord. Eléonore de Habsbourg épouse Charles V de Lorraine[17].
  - Après le traité de Nimègue, constitution des Chambres de réunion, groupes d’experts en droit chargés d’étendre les prétentions françaises au-delà des acquis frontaliers faits depuis 1648.
- 12 août : l'armée russe du général Romodanovski écrase l'armée ottomane sous les murs de Cehrin (Tchyhyryne)[18].
- 14-15 août : bataille indécise de Saint-Denis entre Luxembourg et Guillaume III d'Orange[19].
- 17 août : accords entre la Pologne et la Russie, renouvelant la paix d’Androussovo[20].
- 21 août : prise de Cehrin sur les Moscovites par les Turcs[18].

- 6 septembre : affaire du Popish Plot à Londres, forgée par le fabulateur Titus Oates, qui prétend dénoncer un complot papiste fomenté par les jésuites[21]. Un profond courant anticatholique contraint le Parlement à emprisonner, condamner, exclure les catholiques soupçonnés de comploter pour le rétablissement d’une monarchie soumise à Rome. La répression coûte la vie à une trentaine de victimes.

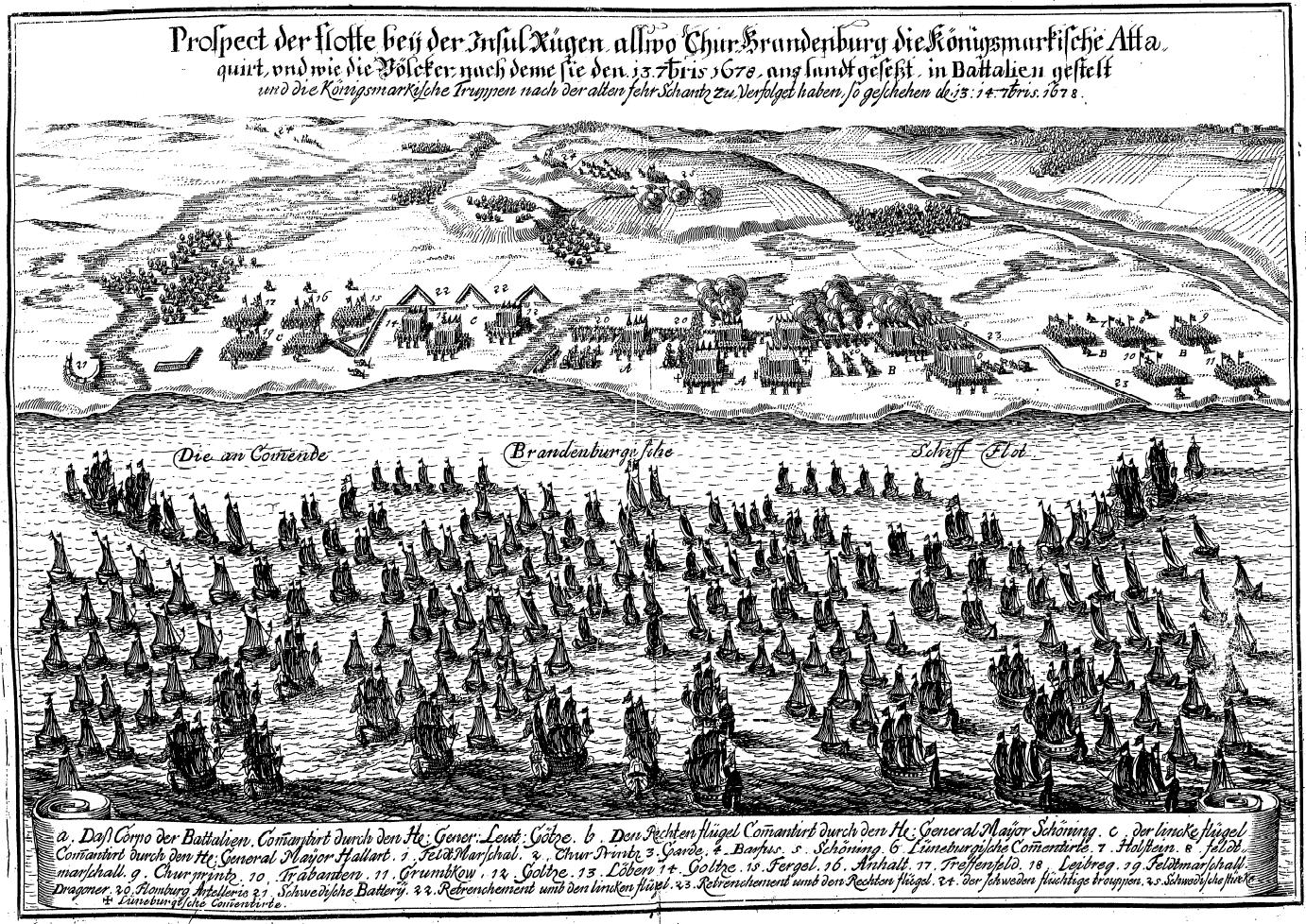
22 septembre : attaque de Rügen.

- 22 septembre, Guerre de Scanie : les troupes du Brandebourg et du Danemark, transportées par la flotte néerlandaise de l'amiral Tromp, attaquent Rügen, en Poméranie suédoise ; le Suédois se retirent à Stralsund[22].
- Septembre : victoire des malcontents Hongrois révoltés contre le pouvoir des Habsbourg, conduit par Imre Thököly[23].
- 12 octobre : assassinat du magistrat Edmund Berry Godfrey à Primrose Hill, Londres[21]. Titus Oates proclame que c'est une preuve du complot.
- 15 octobre:  Le château de Lichtenberg en Alsace, occupé par les Impériaux, se rend au Maréchal de Créqui après huit jours de siège. La garnison en est sortie le 16 octobre et c'est le Lieutenant-Colonel Bertrandi du régiment du Plessis qui en prend le commandement.
- 25 octobre : Capitulation de Stralsund, prise à la Suède par l'électeur de Brandebourg[22].
- 16 novembre : Capitulation de Greifswald, dernière place poméranienne occupée par les Suédois[22].
- Novembre : Serban Cantacuzène (1640-1688) devient prince de Valachie[24]. Il tente d’affranchir la Valachie de la tutelle ottomane.
- Leibniz devient conseiller aulique de Jean-Frédéric de Hanovre[25].
- Arménie : le catholicos Jacob IV de Djoulfa part d’Etchmiadzin pour Rome, dans le but de demander au pape l’intervention des puissances chrétiennes d’Europe en Arménie, en échange de quoi il serait prêt à placer l’Église chrétienne dans l’obédience romaine. Il meurt en chemin, et la délégation regagne l’Arménie à l’exception d’Israël Ori, fils d’un des cinq méliks de Karabagh, âgé de 19 ans[26].

## Naissances en 1678
- 16 janvier : François Cottignies, dit Brûle Maison, chansonnier lillois († 1742).
- 8 février : Camille Perrichon, homme politique français  († 7 mai 1768).
- 3 mars: Marie-Madeleine Jarret de Verchères, héroïne de la Nouvelle-France († 8 août 1747).
- 4 mars : Antonio Vivaldi, compositeur italien († 28 juillet 1741).
- 14 avril : Abraham Darby industriel anglais, inventeur du haut-fourneau au coke († 1717).
- 3 mai : Amaro Pargo, corsaire espagnol († 4 octobre 1747).
- 24 mai : Alexis Grimou, peintre portraitiste († mai 1733).
- 25 mai : Vere Fane, 5e comte de Westmorland et pair anglais, membre de la Chambre des lords 19 mai 1698).
- 3 juin : Domenico Antonio Vaccaro, sculpteur, architecte et peintre baroque italien de l'école napolitaine († 13 juin 1745).
- 30 décembre : William Croft, compositeur anglais († 14 août 1727).
- Date précise inconnue :
  - Giovanni Francesco Bagnoli, peintre baroque italien († 1713).
  - Domenico Guardi, peintre rococo italien († 1716).
  - William Pole, 4e baronnet, propriétaire et homme politique anglais († 17 décembre 1714).

## Décès en 1678
- 16 janvier : Madeleine de Souvré, marquise de Sablé (Courtenvaux, Sarthe, 1599-Port-Royal, 1678), femme de lettres française (° 1599).
- 30 janvier : Antonio de Pereda, peintre espagnol du siècle d'or (° 20 mars 1611).
- 18 février (ou en 1672) : Walthère Damery, peintre d’histoire, de paysage et de portraits (° 1614).
- 26 février : Gilles Guérin, sculpteur français[27] (° 1611).
- 6 juin :  Willem van Aelst, peintre néerlandais (° 1603).
- 17 juin : Giacomo Torelli, peintre  et scénographe italien (° 1er septembre 1608).
- 12 juillet : Antoine III de Grammont, duc de Grammont, maréchal de France (° 1604).
- 16 août : Andrew Marvell, poète anglais (° 31 mars 1621).
- 18 octobre : Jacob Jordaens, peintre  flamand (° 19 mai 1593).
- 19 octobre : Samuel van Hoogstraten, peintre, graveur et poète néerlandais (° 2 août 1627).
- 20 novembre : Karel Dujardin, peintre et graveur néerlandais (° 27 septembre 1626).
- 9 décembre :
  - Robert Nanteuil, graveur, dessinateur et pastelliste français (° 1623).
  - Jürgen Ovens, peintre et marchand d'art hollando-allemand (° 1623).
- Vers 1678 :
- Domenico de Benedettis, peintre italien (° vers 1610).